# 松本純
松本 純（まつもと じゅん、1950年〈昭和25年〉4月11日 - ）は、日本の政治家。勲等は旭日大綬章。
衆議院議員（7期）、国家公安委員会委員長（第91代）、消費者及び食品安全担当大臣、防災担当大臣、総務大臣政務官（第2次小泉改造内閣・第3次小泉内閣）、内閣官房副長官（麻生内閣）、衆議院厚生労働委員長、自民党政策調査会会長代理、自由民主党国会対策委員長代理などを歴任。

## 来歴

### 生い立ち
神奈川県横浜市中区生まれ。野毛山幼稚園、横浜市立本町小学校、聖光学院中学校・高等学校、東京薬科大学薬学部卒業。大学在学中は軽音楽部に所属し、ジャズバンドでベースを担当した。

### 薬剤師時代
薬剤師の資格を取得し、大学卒業後はエスエス製薬に勤務後、松本薬局へ。

### 横浜市議会議員
1990年6月、横浜市会議員補欠選挙に中区選挙区から立候補し、初当選。以後横浜市議を3期務める。
内閣官房副長官時代に日本経済新聞のコラム「交友抄」への寄稿で、政治家を目指すきっかけの1つは横浜Moresの岡田社長との出会いを挙げている。松本は、再開発のあおりで衰退した野毛の活性化のために大道芸を企画、運営したが、それを目にした岡田社長が「一緒に頑張ってみないか」と青年会議所にさそい、青年会議所で政治のノウハウを勉強した、としている。

### 衆議院議員
1996年、横浜市議を任期途中で辞職。同年10月の第41回衆議院議員総選挙に自由民主党公認で神奈川1区から立候補し、民主党公認の佐藤謙一郎らを破り初当選（佐藤は比例復活）。当初は自由民主党の派閥・宏池会に属した。
1999年1月、所属していた宏池会を離脱。河野洋平を会長とする大勇会（河野グループ）の旗揚げに参加。以降麻生太郎の最側近として行動を共にする。
2000年の第42回衆議院議員総選挙では、神奈川1区で前回下した佐藤に敗れ、比例復活もならず落選した。
2003年の第43回衆議院議員総選挙では神奈川1区で佐藤を破り、国政へ復帰。同年11月、第2次小泉内閣で総務大臣政務官（地方自治全般と情報通信関係）に就任。2004年9月、第2次小泉改造内閣で総務大臣政務官（地方自治の本旨の実現及び民主政治の確立、消防を通じた国民保護など担当）として留任し、第3次小泉内閣まで務める。
2005年の第44回衆議院議員総選挙で3選。同年11月、自由民主党国会対策副委員長に就任。
2006年の安倍晋三総裁の下で自由民主党副幹事長に就任。
2008年、麻生内閣で当選3回ながら内閣官房副長官に任命された。
2009年の第45回衆議院議員総選挙では、神奈川1区で民主党新人の中林美恵子に敗れたが、重複立候補していた比例南関東ブロックで復活し4選。同年、自由民主党副幹事長に就任。
2012年の第46回衆議院議員総選挙では中林に5万票強の差で当選した。同年12月27日、衆議院厚生労働委員長に就任。
2014年の第47回衆議院議員総選挙で6選。

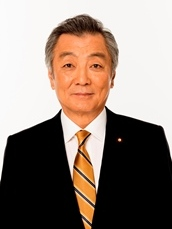
内閣広報室より公表された肖像
（2015年 撮影）

2016年8月3日に発表された第3次安倍第2次改造内閣において初入閣。国家公安委員会委員長兼海洋政策・領土問題担当、国土強靱化担当、内閣府特命担当大臣（消費者及び食品安全、防災）に任命された。
2017年4月、総合海洋政策本部が内閣府へ移行したのに伴い、内閣府特命担当大臣（海洋政策）に就任。8月3日、内閣改造に伴い国務大臣を退任。その後の第48回衆議院議員総選挙で7選。
2017年8月、自由民主党国会対策委員長代理に就任。

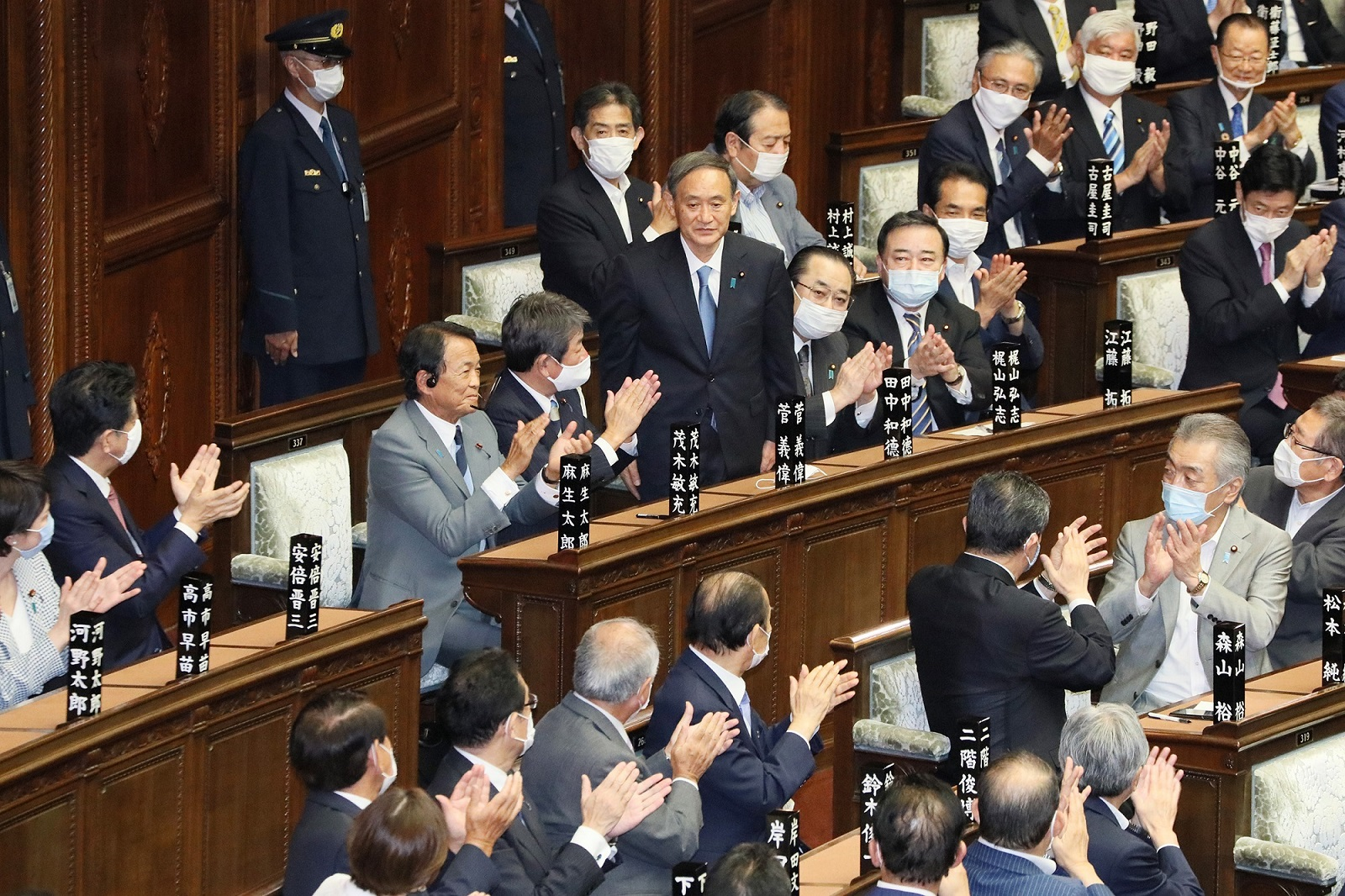
衆議院本会議場で内閣総理大臣の指名を受ける菅義偉を拍手で称える松本（菅の一段下、右から二人目のグレーの背広を着ている人物が松本。2020年9月16日）

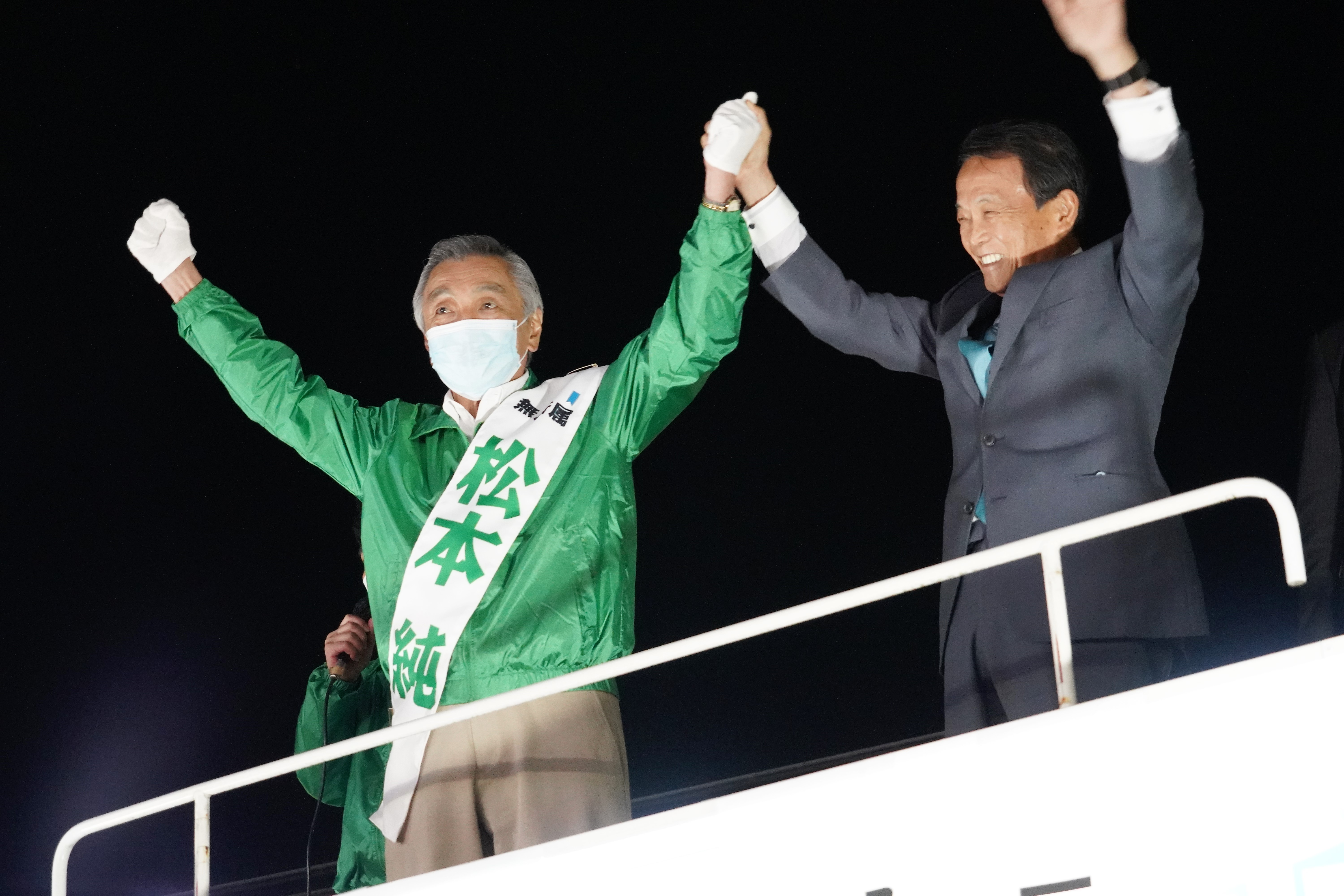
松本純氏の応援に駆けつけた麻生副総裁（2021年、金沢文庫駅前）

2021年1月29日、同年1月に新型コロナウイルス感染拡大を受けた緊急事態宣言下で、深夜まで銀座のクラブを訪れていたことを理由として自民党国会対策委員長代理を辞任。2月1日には自民党を離党した。この件により、同席していた田野瀬太道、大塚高司らとともにマスコミにて「銀座3兄弟」と名付けられた。7月1日、県連幹部は「除名の次に重い離党勧告を受けた人。二度と戻ることはない」と述べた。「松本純後援会」は松本とともに横浜市で会合を開き、「政権与党の自民に所属することが望ましい。松本純および後援会は復党を働き掛ける」とする決議文を作成。7月2日、決議文を党県連に提出した。県連幹部は東京新聞の取材に「復党願と受け止めているが、検討に値しない」と述べた。
同年10月31日に行われた第49回衆議院議員総選挙に無所属で立候補し、麻生太郎副総裁や安倍晋三元首相らが応援に駆け付けたが、立憲民主党の篠原豪に敗れ、落選した。11月4日、自由民主党に復党申請を提出し、同月16日付で復党が許可された。しかし党神奈川県連は猛反発し、党本部に抗議状を提出した。これを受けて、党本部の茂木敏充幹事長は、党本部が党神奈川県連の意向を考慮せずに復党手続きを一方的に進めたことを陳謝し、松本の復党を白紙に戻すとした。
その後、松本が地元の有権者の署名を集めるなど、県連側の理解を求める取り組みを続けたことを受け、2022年1月28日に党神奈川県連は松本の復党を認め、正式に自由民主党に復党した。2月1日、党副総裁の麻生太郎から副総裁特別補佐に任命されたと明らかにした。2月3日、議員時代に所属していた麻生派に特別会員として復帰した。
2022年10月15日、自民党神奈川県連総務会において、松本の神奈川県第1選挙区支部長への推薦が決定し、次期衆院選での神奈川1区での出馬が内定した。
2024年10月15日、第50回衆議院議員総選挙が公示され、神奈川1区からは自民党元職の松本、立憲民主党現職の篠原豪、日本維新の会現職の浅川義治、参政党新人の伊東万美子、日本共産党新人の蓮池幸雄の計5人が立候補した。10月17日に日本経済新聞が序盤情勢を発表。「松本が自民支持層の6割をおさえ、一歩先行。篠原が猛追する」と報じた。10月23日、しんぶん赤旗は、自民党が裏金問題で非公認となった候補の所属支部にそれぞれ2000万円を支給していたことをスクープした。同紙の報道により終盤情勢は一変した。10月24日、日本経済新聞は22日～24日に行った調査の結果を発表。神奈川1区は「篠原が松本を追い抜いて一歩リード」と書かれ、順番が入れ替わった。10月27日の投開票の結果、篠原が4期目の当選を果たした。比例重複が認められなかった松本はそれがために落選した。浅川は比例復活がかなわず議席を失った。同年11月22日に次期衆院選への不出馬を表明。
2025年春の叙勲で旭日大綬章を受章。

## 政策・主張

### 厚生労働政策
- 松本は厚生労働に関する政策を進める中心人物で、日本経済新聞によれば、中心的な10人として、宮澤洋一、鴨下一郎、野田毅などと並んで、松本の名前も挙げられている[37]。
- 松本は、日本の創薬力を強化するため、日本政府に働きかけ、政府は総額926億円の予算を計上した[38]。財務省で麻生財務大臣と会談し「創薬強化プラン」を通じて、厚生労働省、経済産業省が連携し、製薬産業がイノベーションを起こせるよう促した。経済産業省は「早期診断」「個別改良の推進」の観点から「疾病リスクの早期診断」「IoT活用」などをあげ、プランを推進した。松本は、インタビューに対して、創薬は「日本国民と命の安全保障」として「我が国の創薬力は強化されるべき」と語った[39]。
- 松本は、1990年代後半の日米交渉における医療品の輸入緩和交渉において、日本の医療制度を守るため、医療改革を進めた。米国での高齢者向け医療保険は、薬剤費が全額患者負担なのに対して、日本では国民皆保険の元、薬剤費は出来高払いになっている。この違いを無視して、米国流の自由薬価にすると「医療保険は崩壊」[40]するという懸念があった。厚生労働省は、価格の上限価格を設定した上で、超過分を患者負担にする案を提案したが、日本医師会は「医療機関の経営を危うくする」と反発したが、米国の要求が厳しく対応が迫られた。「日米交渉では一歩も撤退せず、日本の主張を守り抜け」という主張もあったが、医療費を負担している企業から、これ以上医療費を負担できないとの声もあり、改革が迫られた。松本は、新聞社の囲み取材に対して「日米会談までに改革の方向を示すべき」[40]として、「大事なのは国民（戸井田議員）」という意見とともに、医療改革をして薬価引き下げと、医療の効率化をすべきだという考えを示した。交渉の結果、「より効果的でより費用効率的な治療を患者にもたらすような革新的な製品の導入バイオ後続品の啓発活動を妨げないよう、医薬品及び医療用具の革新性の価値について再確認する。」というメッセージがまとめられ「ジェネリック医療品（後発薬）導入」や「医療用具の不均衡改善」などは盛り込まれた[41]が、松本らが懸念した薬価の自由化は見送られ、日本の医療の崩壊は免れた。
- 2013年12月、松本は高市早苗、丸川珠代らと首相官邸を訪れ、菅義偉官房長官に診療改定に関する申し入れを行った。内容は「消費税補填分のより適切な方法での計算」「診療報酬と基金の適切な組み合わせによる医療提供体制の改革・充実と診療改定での予算確保」「従来通りの薬価改定財源の活用」「診療報酬本体と薬価の保険料財源について日本版NIHへの流用不可」の4点。松本はリスファクスの取材に対し菅の反応について「大変厳しいものだった」と振り返った[42]。

#### バイオ後続品の啓発活動
- 2015年、3月超党派による「バイオシミラー使用促進議員連盟」が立ち上がる。呼びかけ人は自民党の松本、公明党の桝屋敬悟、民主党の笠浩史、維新の党の松野頼久・伊東信久といった衆議院5人。15年以降、バイオ医薬品が続々と特許切れを迎えることを踏まえ、医療適正に向けてバイオ後続品の啓発活動を進める方針で発足された[43]。
- 2016年、10月19日「バイオシミラー使用促進議員連盟」の開いた会合で、会長を務める自民党の松本はバイオ後続品使用の「機運が高まっている」と強調。この日はTPPとバイオ医薬品の関係を整理した[44]。

### 貧困対策推進法
- 松本は、貧困対策推進法[45]を、当時衆議院厚生労働委員会の委員長として推進し、2013年6月19日に成立させた。貧困対策推進法は「子供の将来が生まれ育った環境によって左右されないよう（中略）、貧困対策を総合的に推進」することを目的とした法案で、2014年1月17日に施行された。具体的な対策として、「貧困の把握と改善」「教育支援」「生活支援」「保護者の就労支援」「経済支援」「調査研究の支援」を軸に政府、都道府県に対策するように求めている[46]。2013年5月31日、松本は、厚生労働委員会委員長として、あしなが育英会の学生らが見守る中で法案を提案し、全会一致で可決、成立させた[47][48]。

### 防災対策
- 松本は、防災相時代の2016年に、1978年制定の「東海地震に備えた大規模地震対策特別処置法（大震法）」の抜本改定をした[49]。大震法は東海地震に備えた法律で、南海トラフで発生する南海地震や東南海地震には対応していない。阪神・淡路大震災などの教訓をうけ改正の声が拡がっていたが、松本は「防災・減災に向け、大震法の枠組みにとらわれず議論してほしい」として、有識者会議からの報告を促した。2017年の報告書では「確度の高い予知は困難」として、「事前予知を前提とした現行法は見直す必要がある」という内容となった[50]。防災よりも減災に重点が置く必要があるという内容となっている。松本は、防災に対して、2017年1月17日、阪神・淡路大震災の22周忌のインタビューにおいて、「震災から得られた教訓をしっかり検証し、次の世代に伝えていくことが重要」「首都直下型地震や南海トラフ地震への災害対策を進めたい」と答えている[51]。
- 2016年12月22日昼、新潟県糸魚川市で大規模火災が発生した。火事は強い南風が吹いていたこと、発生地域が昭和初期に建造された雁木造の商店街や木造住宅の密集地域であったことにより、拡大し延焼した。その規模は地震や津波の二次被害を除いて単一出火の延焼では、国内過去20年間で最大となった。12月27日には自民党災害対策特別委員会・総務部会の合同会議の開催。この会議ですでに現地視察をおこなった自民党新潟県連の報告や要請を踏まえて、今回の火災災害を強風による「自然災害」と位置付けて、被災者生活再建支援制度を活用することができないか、政府に早急の検討を求めることを決定した。こうした要請を受けて災害担当大臣であった松本は、麻生太郎財務大臣らと調整をおこない、2016年12月30日に糸魚川大火で住宅被害を受けた人に被災者生活再建支援法を適用し、支援金を支給することを明らかにした[52]。

### 海洋・領土政策
- 2016年初入閣時、松本は領土問題・国土強靭化・海洋政策担当に就任した[9]。
- 竹島や尖閣諸島に関する問題について、担当時に日本の領有権の正当性を示す新たな資料約670点を公表した。また松本は会見にて「我が国の主張を裏付ける客観的な証拠を丁寧に内外に発信する」と強調した[53]。

### 中小企業支援
- 松本は2019年10月、都内で開いたパーティーで「あと10年もたつと、60％の経営者が70歳になるという時代を迎える。日本経済を支える中小企業が、元気に世代交代できるような環境をつくることが大事だ」と自身が改正を後押しした新たな事業継承税制の活用を呼び掛けをおこなった。同税制は中小企業経営者が次世代へ円滑に事業を譲り渡せるように設けた特例の優遇措置で昨年4月に利用条件を緩和した新制度がはじまった。特例措置の期間は10年間「380万ある中小企業。もっともっと多くの方に活用いただき、皆さんが元気に日本を支えて欲しい」と期待を寄せていた[54]。

### 国会での活動
- 1999年11月16日第146国会衆議院内閣委員会において、「動物の保護及び管理に関する法律の一部を改正する法律案」に対して共同で決議案を提出し、その趣旨説明を行った[55]。
- 1999年12月7日第146国会衆議院内閣委員会において、動物の保護及び管理に関する法律の一部を改正する法律案の一部を改正する法律案の提出に伴う決議を行うべきという立場で動議を提出し、その主旨説明を行った[56]。
- 2000年4月21日第147国会衆議院決算行政監視委員会第二分科会において、質の高い医療提供をすると共に安定して継続をした国民皆保険制度を堅持する立場から質疑した[57]。
- 2006年1月31日第164国会本会議において、与党提出法案「国会議員互助年金法を廃止する法律案」について賛成の立場から討論を行った[58]。
- 2010年4月14日第174国会衆議院厚生労働委員会において、民主党政権が掲げる後期高齢者保険制度に国庫負担増額することなく充分な議論もなしに財源をサラリーマンが加入する健康保険連合会から徴収する法案に対し、保険料増額によるサラリーマンの生活困窮回避、国民皆保険堅持の立場から反対する質疑を行った[59]。
- 2015年7月16日第189国会本会議において、「我が国及び国際社会の平和及び安全の確保に資するための自衛隊法等の一部を改正する法律案」「国際平和共同対処事態に際して我が国が実施する諸外国の軍隊等に対する協力支援活動等に関する法律案」に対して賛成の立場から討論を行った[60]。
- 2016年5月31日190国会本会議において、「安倍内閣不信任決議案」に対して反対の立場から討論を行った[61]。

### その他
- 健康・福祉の増進
- 日本発の医薬品を海外に発展させる政策に尽力。
- 薬事、医療政策、および介護政策全般を時代に即した制度を目指している。
- 憲法改正に賛成[62]。
- 集団的自衛権の行使を禁じた政府の憲法解釈を見直すことに賛成[62]。
- 日本の核武装について検討すべきでないとしている[62]。
- 原子力規制委員会の新基準を満たした原発は再開すべきとしている[62]。
- 女性宮家の創設に反対[62]。
- 選択的夫婦別姓制度の導入に反対[63][64]
- 汗するひとが報われる社会。

## 人物

### 実践倫理宏正会との関係
実践倫理宏正会のイベントに数百回程度参加している。以下は、そのごく一部である。
- 2012年4月9日、実践倫理宏正会朝起会に参加[65]。

- 2012年4月29日、実践倫理宏正会創立記念朝起会に参加[65]。
- 2013年9月13日、実践倫理宏正会「ジュニアと家族の集い2013」に参加[66]。
- 2013年9月25日、実践倫理宏正会朝起会に参加[66]。
- 2013年9月30日、東京地区秋季実践倫理講演会に参加し、登壇[66]。

- 2014年4月6日、実践倫理宏正会朝起会に参加[67]。

- 2014年4月29日、実践倫理宏正会創立記念朝起会に参加[67]。

### 趣味・特技
- 趣味はゴルフと軽音楽[68]。
- 聖光学院通学時代、同高校に在学中だった鈴木康博からウッドベースを借りたのをきっかけにベースを始める。今も東京薬科大軽音楽部で一緒だった仲間と年1回はステージを共にしている[69]。

### 家族
- 家族は妻と息子3人[68]。
- 弟は横浜市会議員の松本研[1]。

### 人間関係
- 小松一郎（元内閣法制局長官）は中学・高校の同級生。

### 思想・信条
- 地元町内会の役員だった際に起きた桜木町駅の移転問題が政治の原点であったと振り返っている[70]。

### エピソード
- 高校を4年かけて卒業している（1966年4月に入学し、1970年3月卒業）[71]。
- 横浜市議時代、松本は当時当選同期であった菅義偉より「次をやって」と青年局長のポストに指名された[72]。
- 2014年の第186回国会において、大臣、副大臣、政務官、補佐官、議長、副議長、委員長のいずれの要職にもついていなかったのみならず、質問、議員立法、質問主意書提出のいずれもなかったことが指摘された（ただし、2014年2月26日の予算委員会第五分科会にて主査を務めていた）[73][74]。同年の第187回国会では、厚生労働委員会において「医薬品、医療機器等の品質、有効性及び安全性の確保等に関する法律の一部を改正する法律案起草の件」を中心に質疑を行った[75]。

## 不祥事

### 摘発企業からの献金
松本の政治資金管理団体「自由民主神奈川県第一選挙区支部」は、ナイス株式会社（横浜市鶴見区）から、2011年から2016年まで毎年、2018年に12万円を7回、計84万円の献金を受けた。ナイスは2019年5月16日、金融商品取引法違反（有価証券報告書の虚偽記載）疑いにより強制捜査を受け、7月25日には元会長ら3人が逮捕された。松本は粉飾決済が行われたとされる2015年以降も3度（36万円）にわたってナイスから献金を受け取っており、問題視された。

### 緊急事態宣言下での深夜クラブ訪問
2021年1月8日から新型コロナウイルスによる緊急事態宣言が発令されている中、松本が1月18日、東京都中央区のイタリアンレストランを午後8時50分頃に出たあと、銀座のクラブを2軒訪れ、午後11時20分頃にクラブを出てタクシーで赤坂にある議員宿舎へ帰ったことを、デイリー新潮が1月26日に報道した。同日、松本は記者団に、訪れた3軒の飲食店すべてについて「要望・陳情を承る立場で、1人で行っている」と説明。また、「閉店後に店に入った。店にいたのは店主たる人と自分だけだった」と述べた。1月27日、菅義偉総理大臣が参議院予算委員会で、松本と公明党の遠山清彦衆議院議員が、それぞれ緊急事態宣言中に銀座のクラブを深夜に訪れていたことについて謝罪した。1月29日、松本は、「非常に軽率な行為を反省している。心からおわびしたい」と謝罪して、自民党国会対策委員長代理を辞任した。  当初は「1人で飲食店に行った」との説明だったが、2月1日、松本は記者団に対し、田野瀬太道文部科学兼内閣府副大臣、大塚高司国会対策副委員長に声をかけてイタリアンレストランと3軒目のクラブで同席したと明らかにした。イタリアンレストランでは3軒目のクラブの関係者の女性2人もおり、5人で会食した。田野瀬と大塚はそれぞれ役職を辞任することとなった（事実上の更迭）。同日午後に松本は田野瀬、大塚両議員とともに自民党本部で二階俊博幹事長と会談し、離党勧告を受けたことを受けて離党届を提出した。離党届は持ち回りの党紀委員会で受理された。
その後、党紀委員会での審査を経て、一旦は11月17日に復党が了承された。しかし、党神奈川県連がこれに猛反発し、党本部に抗議状を提出したことから、党本部の茂木敏充幹事長は、党本部が党神奈川県連の意向を考慮せずに復党手続きを一方的に進めたことを陳謝し、松本の復党を白紙に戻すとした。

## 政治献金
- 2002年、医薬業界の医療保険財政を原資にしている6つの政治団体から松本へ3700万円の献金があり、2001年にも2200万の献金があったとしんぶん赤旗が報じた[91]。
- 2018年の政治資金収支報告書によると、資金管理団体の収入額が神奈川県内で3番目に多い5859万円であり、薬剤師関連の政治団体から多くの献金があった[92]。

## 所属団体・議員連盟
- バイオシミラー使用促進議員連盟（会長）[43]
- 神道政治連盟国会議員懇談会[93]
- みんなで靖国神社に参拝する国会議員の会[93]
- 創生「日本」[93]
- 北京オリンピックを支援する議員の会
- 国際観光産業振興議員連盟（カジノ議連）[94]

自民党時代
- 自民党たばこ議員連盟[95]
- 自民党国際人材議員連盟
- 自民党動物愛護管理推進議員連盟
- 再チャレンジ支援議員連盟
- TPP交渉における国益を守り抜く会

## 選挙歴
| 当落 | 選挙                       | 執行日         | 年齢 | 選挙区        | 政党       | 得票数     | 得票率 | 定数 | 得票順位 /候補者数 | 政党内比例順位 /政党当選者数 |
| ---- | -------------------------- | -------------- | ---- | ------------- | ---------- | ---------- | ------ | ---- | ------------------ | ---------------------------- |
| 当   | 1990年横浜市会議員補欠選挙 | 1990年6月      | 40   | 中区選挙区    |            |            |        |      | /                  | /                            |
| 当   | 1991年横浜市会議員選挙     | 1991年4月      | 41   | 中区選挙区    |            |            |        |      | /                  | /                            |
| 当   | 1995年横浜市会議員選挙     | 1995年4月      | 45   | 中区選挙区    |            |            |        |      | /                  | /                            |
| 当   | 第41回衆議院議員総選挙     | 1996年10月20日 | 46   | 神奈川県第1区 | 自由民主党 | 5万5360票  | 26.43% | 1    | 1/5                | /                            |
| 落   | 第42回衆議院議員総選挙     | 2000年06月25日 | 50   | 神奈川県第1区 | 自由民主党 | 8万1245票  | 35.54% | 1    | 1/5                | 11/6                         |
| 当   | 第43回衆議院議員総選挙     | 2003年11月09日 | 53   | 神奈川県第1区 | 自由民主党 | 11万1730票 | 47.56% | 1    | 1/4                | /                            |
| 当   | 第44回衆議院議員総選挙     | 2005年09月11日 | 55   | 神奈川県第1区 | 自由民主党 | 16万1702票 | 58.27% | 1    | 1/3                | /                            |
| 比当 | 第45回衆議院議員総選挙     | 2009年08月30日 | 59   | 神奈川県第1区 | 自由民主党 | 11万7840票 | 41.91% | 1    | 2/4                | 3/6                          |
| 当   | 第46回衆議院議員総選挙     | 2012年12月16日 | 62   | 神奈川県第1区 | 自由民主党 | 10万1238票 | 41.20% | 1    | 1/5                | /                            |
| 当   | 第47回衆議院議員総選挙     | 2014年12月14日 | 64   | 神奈川県第1区 | 自由民主党 | 11万3844票 | 52.37% | 1    | 1/3                | /                            |
| 当   | 第48回衆議院議員総選挙     | 2017年10月22日 | 67   | 神奈川県第1区 | 自由民主党 | 10万3070票 | 47.82% | 1    | 1/3                | /                            |
| 落   | 第49回衆議院議員総選挙     | 2021年10月31日 | 71   | 神奈川県第1区 | 無所属     | 7万6064票  | 34.19% | 1    | 2/3                | /                            |
| 落   | 第50回衆議院議員総選挙     | 2024年10月27日 | 74   | 神奈川県第1区 | 自由民主党 | 6万8931票  | 30.87% | 1    | 2/5                | /                            |